# Орлова, Ольга Ивановна
Ольга Ивановна Орлова (15 сентября 1932 — 5 июня 2022, Москва) — советский и российский художник-мультипликатор и режиссёр-постановщик.

## Биография
В 1952—1956 годы училась в Московском художественно-промышленном училище им. М. И. Калинина, с 1956 по 1959 — на курсах художников-мультипликаторов при «Союзмультфильме», где и работала с 1956 по 1987 год. Впоследствии сотрудничала с киностудиями «Аргус», «КиноМост», ФГУП «Киностудия „Союзмультфильм“». В 1972—1980 годы преподавала анимацию на курсах при киностудии «Таллинфильм» и «Алма-Атинской киностудии», в 1991—1993 — на курсах аниматоров при студии «Аргус».
Скончалась 5 июня 2022 года в Москве. Прах захоронен на Ваганьковском кладбище.

## Фильмография

### Режиссёр
- 1976 — Весёлая карусель № 8. Почему у льва большая грива?
- 1994 — Чехарда № 1

### Художник-мультипликатор
1. 1958 — На перекрёстке
2. 1959 — Скоро будет дождь
3. 1960 — Винтик и Шпунтик — весёлые мастера
4. 1960 — Муха-Цокотуха
5. 1960 — Разные колёса
6. 1961 — Дракон
7. 1961 — Козлёнок
8. 1961 — Незнайка учится
9. 1961 — Чиполлино
10. 1962 — Две сказки
11. 1962 — Небесная история
12. 1962 — Чудесный сад
13. 1963 — Африканская сказка
14. 1963 — Бабушкин козлик. Сказка для взрослых
15. 1963 — Баранкин, будь человеком!
16. 1963 — Дочь солнца
17. 1963 — Светлячок № 3
18. 1964 — Дюймовочка
19. 1964 — Дядя Стёпа — милиционер
20. 1964 — Можно и Нельзя
21. 1964 — Петух и краски
22. 1965 — Ваше здоровье
23. 1965 — Вовка в Тридевятом царстве
24. 1965 — Здравствуй, атом!
25. 1965 — Наргис
26. 1965 — Рикки-Тикки-Тави
27. 1966 — Жёлтик
28. 1966 — Окно
29. 1966 — Происхождение вида
30. 1966 — Самый, самый, самый, самый
31. 1966 — Хвосты
32. 1967 — Раз-два, дружно!
33. 1967 — Сказка о золотом петушке
34. 1967 — Четверо с одного двора
35. 1967 — Шпионские страсти
36. 1968 — Кот, который гулял сам по себе
37. 1968 — Малыш и Карлсон
38. 1968 — Орлёнок
39. 1968 — Пингвины
40. 1968 — Старые заветы
41. 1969 — Мы ищем кляксу
42. 1969 — Умка
43. 1969 — Что такое хорошо и что такое плохо
44. 1971 — Сердце
45. 1971 — Лабиринт. Подвиги Тесея
46. 1971 — Как мы весну делали
47. 1972 — В тридесятом веке
48. 1972 — Винни-Пух и день забот
49. 1972 — Русские напевы
50. 1973 — Василёк
51. 1973 — Весёлая карусель № 5
52. 1973 — Щелкунчик
53. 1973 — Юморески. Выпуск № 1
54. 1973 — Как это случилось
55. 1974 — Весёлая карусель № 6
56. 1974 — Мешок яблок
57. 1974 — Прометей
58. 1974 — Шёл трамвай десятый номер
59. 1975 — В порту
60. 1975 — Достать до неба
61. 1975 — Лиса и медведь
62. 1975 — Мимолётности
63. 1975 — Необычный друг
64. 1975 — Уроки наших предков
65. 1976 — Голубой щенок
66. 1977 — Котёнок по имени Гав. выпуск № 2
67. 1977 — Вот так новоселье
68. 1978 — Жирафа и очки
69. 1978 — Маша больше не лентяйка
70. 1978 — Подарок для самого слабого
71. 1978 — Приключения Хомы
72. 1978 — Спасибо, аист!
73. 1979 — Где же медвежонок?
74. 1979 — Котёнок по имени Гав. выпуск № 3
75. 1979 — Летучий корабль
76. 1979 — Почему ослик заупрямился?
77. 1980 — Котёнок по имени Гав. выпуск № 4
78. 1979 — Пациент с бутылкой
79. 1980 — Хитрая ворона
80. 1981 — Дорожная сказка
81. 1981 — Кот Котофеевич
82. 1981 — Мария, Мирабела
83. 1981 — Ничуть не страшно
84. 1981 — Он попался!
85. 1981 — Тайна третьей планеты
86. 1981 — Тигрёнок на подсолнухе
87. 1985 — Пропал Петя-петушок
88. 1986 — Когда песок взойдёт
89. 1986 — На воде
90. 1986 — Ну, погоди! Выпуск № 16
91. 1986 — Переменка № 5. Сила слова
92. 1986 — По собственному желанию
93. 1986 — Прогулка
94. 1986 — Сын камня и великан
95. 1986 — Чудеса техники
96. 1987 — Возвращение блудного попугая. Выпуск № 2
97. 1987 — Как ослик грустью заболел
98. 1987 — Шурале
99. 1988 — Седой медведь
100. 1988 — Таракан
101. 1989 — Кострома
102. 1991 — Приключения кузнечика Кузи (история вторая)
103. 1992 — Леато и Феофан. Партия в покер
104. 1993 — Гномы и горный король
105. 1997 — Кот в сапогах
106. 1997 — Иван и Митрофан во дворце
107. 1997 — Иван и Митрофан в телевизоре
108. 1998 — Иван и Митрофан в музее
109. 1999 — Иван и Митрофан на корабле
110. 1999 — Иван и Митрофан на диете
111. 2000 — Новые Бременские
112. 2002 — Утро попугая Кеши
113. 2004 — Щелкунчик

## Награды
- Почётная грамота Министерства культуры Российской Федерации (2 декабря 2011 года) — за большой вклад в российскую анимацию, многолетнюю плодотворную работу и в связи со 100-летием мультипликационного кино[3]